# ケネス・ツァン
ケネス・ツァン（曾江、英名 : Kenneth Tsang Kong 1934年10月5日 - 2022年4月27日）は、香港の俳優。本名は曾貫一。

## 来歴
九龍華仁書院を卒業ののちアメリカに留学。テキサスのマクマレイ大学を経てカリフォルニア大学バークレー校で建築学を学び卒業。帰国後に建築関係の仕事に就くが、妹で人気女優のリン・ツイ（林翠）の後を追って俳優に転進、1960年代の香港映画数百本に出演して、二枚目俳優として、一躍人気俳優の座を獲得した。
1970年代にはテレビ界に活躍の場を移し、無綫電視の専属俳優となって数多くのテレビドラマに出演。特に1983年製作のドラマ『射鵰英雄伝』では黄薬師を演じた。その後も各種テレビドラマで重要な脇役を演じている。また台湾でも『流星花園II』に出演している。
日本では『男たちの挽歌』シリーズでのタクシー会社社長キン役、『ポリス・ストーリー3』のチャイバ役などで知られ、無垢な善人と癖のある悪人役を演じることが多い。
1960年代の一時期はアメリカの映画界でも出演し、1990年代末からは数多くの海外製作映画にも出演。2002年の『007 ダイ・アナザー・デイ』では北朝鮮のムーン将軍を演じた。
1994年、女優のチャオ・チャオ（焦姣）と結婚。
日本のヘアカラーメーカー・ホーユーの製品「Bigen」の香港におけるテレビCMに40年以上にわたって出演。長年映像が録り直されなかったため「若かりし頃の姿を見ることができる」と評判だったが、2013年、同社の「サロン・ド・プロ」で久々の勇姿を披露すると「いつまでも若々しいキャラ」と高評価を受けた。
なお存命していた頃、台湾在住であり聴覚障害を発症し、ほとんど聴力は失われている。
2022年4月25日、シンガポールに旅行し、香港のザ・カオルーンホテルにて隔離中であったが、2022年4月27日、警察が正午に部屋の中で倒れているのを発見し、その後死亡が確認された。死亡する前日では新型コロナ検査で陰性判定を受けていた。

## テレビドラマ
- 射鵰英雄伝（香港TVB・1983年）
- 真情（香港TVB・1997年 - 1999年）
- 流星花園II（台湾CTS・2001年）
- スタン・リーのラッキーマン Stan Lee's Lucky Man (Sky One・2016年-2018年)

## 映画
- チャイナスキャンダル・艶舞（1983年、にっかつロマンポルノ&ゴールデン・ハーベスト合作）
- 北京オペラブルース（1986年）
- 男たちの挽歌（1986年）
- 男たちの挽歌 II（1987年）
- 狼 男たちの挽歌・最終章（1989年）
- チャイナシャドー（1990年）
- 狼たちの絆（1991年）
- ポリス・ストーリー3（1992年）
- 美少年の恋（1998年）
- リプレイスメント・キラー (1998年)
- ラッシュアワー2（2001年）
- 007 ダイ・アナザー・デイ（2002年）
- SAYURI（2005年、日中米合作）
- ジャスト・ア・ヒーロー（2011年）
- 星空（2011年）
- 盗聴犯 狙われたブローカー（2012年）
- インターセプション -盗聴戦-（2014年）
- 唐人街探偵 NEW YORK MISSION（2018年）